# 葉乃裳
葉乃裳（1961年—），臺灣裔美國籍物理學者，生於臺灣嘉義。現為加州理工學院教授、國立臺灣師範大學講座教授，美國物理學會會士、美國科學促進會會士、中央研究院院士, 曾獲列入《美國科學名人錄》。以對超導體的研究最為知名。

## 生平
早讀一年的葉乃裳從私立復興小學、復興中學初中部、臺北市立第一女中（北一女中）畢業。
葉乃裳在北一女中時，就活躍於樂隊、合唱團，並且是校刊社社長。她也會創作中國古典詩詞。
叶乃裳从小喜欢文学、诗词、音乐，擅长钢琴、书法和古典诗词，原本以为自己会走文艺之路，但12岁时上物理课时就沉醉其中，从最小的物质粒子到宇宙，都有物理理论可以诠释，让她感到神奇、着迷，于是开始博览各种物理书籍。但由于物理基础知识及训练不够，总是一知半解、似懂非懂，于是引发她立志学物理的热情。
大學入學考試時，成績可以進入台灣傳統觀念最熱門的台大醫學系，但是她選擇國立台灣大學物理系，21歲大學畢業後赴美深造，25歲就拿到麻省理工學院物理博士，是台灣第一位最年輕的女博士。

## 事業
葉在麻省理工學院及IBM擔任博士後研究員一年後，就得到哈佛大學、加州理工學院等校物理系的聘書。她因此成為加州理工學院物理系有史以來唯一女教授，專精於凝態物理領域。在她33歲時，就成為加州理工學院創校百年來，首位獲得終身聘的亞裔女教授。葉乃裳還登上美國時代雜誌，被譽為全美最有潛力的年輕科學家之一。葉乃裳關於在室溫環境下合成石墨烯的研究獲得突破性進展。